# الزاوية الحمراء
الزاوية الحمراء هي أحد أحياء المنطقة الشمالية في محافظة القاهرة، يُعد الحي من النواحي القديمة، حيث كان قرية قديمة كانت موجودة وقت الفتح الإسلامي لمصر.

## التاريخ
يُعد حي الزاوية الحمراء من النواحي القديمة، حيث كان أصله قرية قديمة كانت موجودة وقت الفتح الإسلامي لمصر، رجّح محمد رمزي  أنها هي قرية «ياق» التي ذكرها ابن عبد الحكم في كتاب «فتوح مصر والمغرب»، والتي كانت بالقرب من قرية أم دنين، ثم عُرفت لاحقًا باسم «كوم الريش»، التي قال عنها شمس الدين السخاوي أنها كانت عامرة، ولكنها خربت في زمانه، فقال: «كوم الريش وهي بالقرب من منية الشيرج من ضواحي القاهرة، وكانت من أجل متنزهات القاهرة حين كان النيل يمر بغربيها بحيث كان يسكنها كثير من العلماء والأمراء والجند. ولذلك كان سوقها عامرًا بأنواع المعايش، وبها حمام وخطبتان، ...، وتناقصت حتى صارت بلاقع» وفي سنة 890هـ/1485م، جدّد السلطان الأشرف قايتباي القرية، وبنى زاوية دهنها باللون الأحمر، فصارت تُعرف باسم «الزاوية الحمراء»، وهو الاسم الذي وردت به في التربيع العثماني.
ومن أشهر الشوارع به شارع الجزائر وسلامة عفيفي وسلفانة، كما تتواجد به العديد من المحاور الأساسية، التى تمر به مثل محور تحيا مصر والشهيد والمشير.